# Libertiella malmedyensis
Libertiella malmedyensis is een korstmosparasiet uit de onderstam Pezizomycotina. Hij komt voor op soredieus leermos (Peltigera didactyla).

## Kenmerken
Conidia zijn ellipsoïde tot obovoid van vorm, soms versmald naar de basis, niet puntig, met een grootte van (5-)6-8 x (2-)3-4 µm. De conidiomata zijn oppervlakkig, wit tot bleek oranje van kleur, met een diep rode ring rondom de ostiole, met een diameter van (100-)150-200(-300) µm.

## Ecologie
Ze komen voor op oude thalli van Peltigera didactyla, maar vormen geen gallen.

## Verspreiding
In Nederland komt Libertiella malmedyensis zeer zeldzaam voor.